# ФК Партизан Кајтасово
ФК Партизан је српски фудбалски клуб из Кајтасова, општина Бела Црква. Тренутно се такмичи у Другој Јужнобанатској лиги Исток, шестом такмичарском нивоу српског фудбала.